# التاريخ المبكر للبوسنة والهرسك

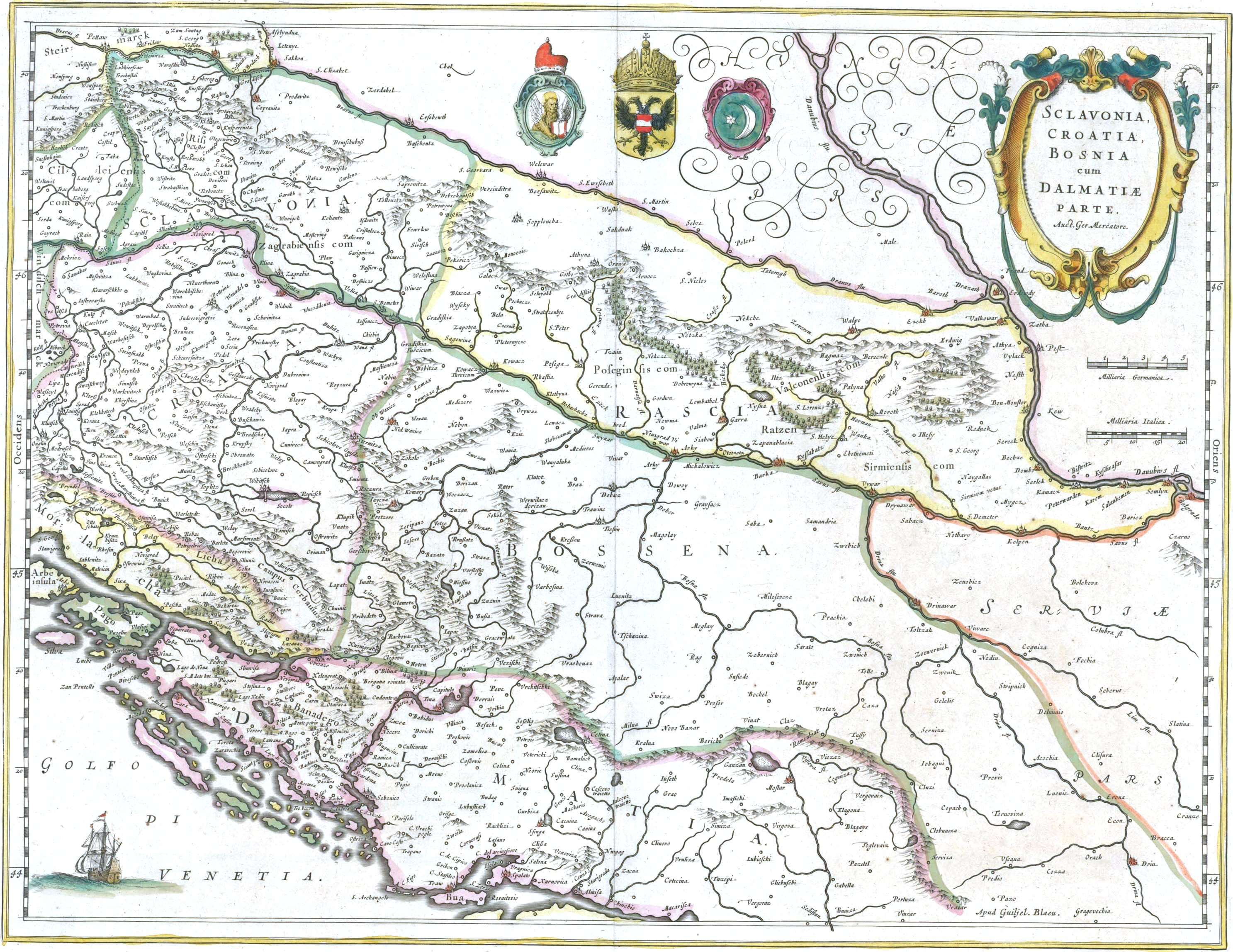

وُجدت، ضمن الحدود الحالية للبوسنة والهرسك، عدة مستويات للحضارات ما قبل التاريخية التي يرتبط إنشاؤها واختفاؤها بهجرات مجموعات عرقية مجهولة الهوية.

## تاريخها القديم
يتميز العصر الحجري القديم في البوسنة بأقدم الآثار الحجرية القديمة في جنوب شرق أوروبا، وهي النقوش في كهف باداني بالقرب من استولاك في الهرسك. أحد أروع هذه النقوش هو حصان يُرمى بالسهام، وهو محفوظ على شكل أجزاء ويعود تاريخه إلى 14000-12000 قبل الميلاد.
خلال الوقت الذي كانت تظهر فيه حضارات العصر الحجري الحديث في البوسنة والهرسك، كان هناك مزيج مثير للاهتمام من حضارات البحر المتوسط والحضارات البانونية. كانت الهرسك متأثرة بالفخار الأثري من غرب البحر الأبيض المتوسط، مثل تلك التي شوهدت في الكهف الأخضر بالقرب من موستار، وكايري بالقرب من استولاك، وليسيشيتشي في كونييتش وبيتش مليني بالقرب من غروده. كان الناس في حينها يعيشون ضمن كهوف أو مستوطنات بسيطة على قمم التلال. عاش الناس في بيوت خشبية بجانب النهر في الجهة العليا من نهر البوسنة وفي الأجزاء الشمالية الشرقية من البوسنة (أوبري الأولى بالقرب من كاكاني). يمكن أن نلاحظ في هذه الحضارة تأثيرات من حضارات البحر الأدرياتيكي في الجنوب والحضارة الستارسيفيكية في الشمال الشرقي. تُعتبر القدور المزخرفة على أربعة أرجل، والمُسماة ريثون هي التعابير الأصلية لحضارة كاكاني. يمكننا أيضًا العثور عليها في حضارة دانيلو على الساحل الكرواتي. تُعتبر الحضارة الكانكانية، بسبب هذه الأشياء، جزءًا من الدائرة الواسعة لسكان العصر الحجري الحديث الذين اتبعوا طائفة عن قوة الحياة (من شمال إيطاليا، ودالماتيا وإيبيروس إلى بحر إيجة). تتميز حضارة بوتمير بالقرب من سراييفو بالخزف المُزجج جيدًا والخزف الهندسي المتنوع (لوالب غالبًا). التماثيل في حضارة بوتمير هي منحوتات فريدة من نوعها مصنوعة باليد؛ تكاد الرؤوس فيها تشبه الصور مع أجزاء جسم بارزة.
بُنيت مستعمرات العصر البرونزي في الهرسك مثل القلاع (تُسمى محليًا غرادينا)، ويوجد في البوسنة مقابر كبيرة لها جثوات حجرية. خلال هذه الحقبة، زُينت الأذرع البرونزية، والصحون المزخرفة، والقلائد المسطحة والألياف الزجاجية بإسلوب هندسي محدد من الزخارف المنقوشة.